# 斉藤京二
斉藤 京二（さいとう きょうじ、1955年12月1日 - ）は、日本の元キックボクサー。山形県出身。身長172cm、体重65kg。小国ジム会長。ニュージャパンキックボクシング連盟理事長。元全日本キックボクシング連盟ライト級王者。元MA日本キックボクシング連盟ライト級王者。

## 経歴
1976年9月11日、新格闘術にてプロデビュー。
1986年11月24日、MA日本キックボクシング連盟ライト級王者。
2007年NJKFの理事長に就任。OGINI GYM会長就任後はTOMONORI、米田貴志、岩井伸洋、中須賀芳徳、ソムチャーイ高津、孫悟空丸山、AVIS、DJ.taiki、鈴木翔也、凌太などの選手を育てあげた。
2014年4月14日、WBCムエタイ2013年度東洋太平洋地区ベストプロモーター賞受賞。

## 戦績
生涯戦績：45勝（28KO）17敗2分
| × | マナサック・チョー・ロートチャナチャイ | 5R 2:05 TKO | 全日本キックボクシング 「INSPIRING WARS 3rd」                                  | 1990年11月23日 |
| × | 李 子炯                                | 1R 2:55 KO  | 全日本キックボクシング 「INSPIRING WARS HEAT630」                              | 1990年6月30日  |
| × | ワンプライ・ローチャソンクラーム       | 4R 1:34 TKO | 新格闘術 「新格闘術世界王者決定戦」 【新格闘術世界ジュニアライト級王座決定戦】 | 1978年10月30日 |

## 獲得タイトル
- 全日本キックボクシング連盟ライト級王者
- MA日本キックボクシング連盟ライト級王者